# 九评共产党
《九评共产党》简称《九评》 (英語：Nine Commentaries on the Communist Party)，是法轮功学员创办的媒体《大纪元时报》於2004年11月19日發表的系列评论性文章，主要是对共产主义和共产党（尤其是中国共产党）的政治观及宇宙观的评价。《九評共產黨》獲得2005年美國亞裔記者協會頒發网络报导类最佳奖之一。
美國國會參眾兩院支持中國人退黨運動的決議及部分境外媒體均认为此書引發退出中国共产党相關組織的三退運動。該書已經被翻譯為27種語言。外媒《言者》（The Speaker）指出，《九評》是對中国共产党的歷史、意識形態、做法，以及諸此對中國文化、價值觀及一般中國人產生的影響所做的系列回顧、剖析及批評；對多數中國人來說，《九評》是唯一獨立於中共以外的，對中國的重大歷史事件包括大躍進、文化大革命等做出的回顧和解讀。大紀元總編輯郭軍在自由亞洲電台專訪中表示，《九评》最大特点，就是在中国共产党“党文化”的语言系统之外来看待中国共产党和中国发生的事情。
该书在中国大陆地区还被法轮功信徒所传播，并将书中相关信息打印在人民币上使得广泛传播。中华人民共和国政府对此持反對態度。

## 内容
《九评》主要是对共产主义和共产党（尤其是中国共产党）政治观及宇宙观与共产党统治中国大陆期间的历史事件造成的影响的评价。书的扉页上这样介绍：“它全面揭示中共建政以来的一切谎言邪说，帮助世人认清了中共的本质。”。

## 作者
國立臺灣大學经济系教授张清溪在接受台湾中央广播电台采访时，就九评作者的问题说，“都是美国的大纪元编辑执笔的。”
而《开放杂志》2006年1月号报导，中国异议人士郑贻春是《九评》一书的作者，他于2005年12月被法院以煽动颠覆国家政权罪判处七年徒刑，以英语向旁听的弟弟郑晓春透露他就是该书的作者。不過，郑贻春的辩护律师高智晟发表紧急声明说：“今天上午，我的涉案人郑贻春在《九评中国共产党》（下称《九评》作者）的通告发表后，经与有关可靠渠道沟通，说《九评》的作者另有其人。”

## 影響

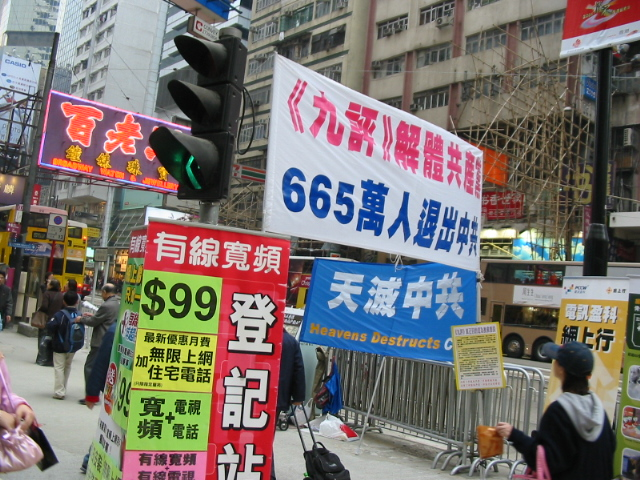
香港街頭的「九評退黨」及「天滅中共」橫額

美媒基督教科學箴言報2009年指出，數以百萬計的《九評》透過電子郵件、傳真、地下印刷廠傳入中國大陸。《九评共产党》于2004年11月19日开始在《大纪元时报》上连载，已集结成书在中國海外出版，也剪辑出一套纪录片，透过网络及其他途径传播。发表不久在国际社会上引起了一定反响，并被翻译成英、日、德、法、韩、俄、西班牙、越南及意大利等27种语言。从《九评共产党》问世以来，对此书的研讨会已在全球50个大城市举办过。2014年九評十週年研討會美國場，美国前国务院助理国务卿里斯、美国智囊机构资深研究员费歇尔、魏京生出席。

### 退党
俄羅斯總統普京的前首席經濟顧問、俄羅斯經濟分析研究院所長兼國會議員安德烈·伊拉里奧諾夫於2012年元旦在莫斯科迴聲電臺節目公布，由該院評選的2011年全球十大事件中，上億中國民眾公開聲明退出中国共产党及其附随组织、歐債危機及阿拉伯之春被列為當時最重要的三大世界性事件。中國的「三退」被入選之原因有退黨潮的規模、中國的重要性以及退黨運動的公民性質及對民眾心靈自由的解脫意義。安德烈說道：「目前已有一億多中國民眾退出了中國共產黨。需要提醒大家的是，2004年的時候出版了 《九評共產黨》一書，這本書推動了中國民眾退出中共和一切與中共有關聯的附屬組織。」 
自由亞洲電台2005報導，稱《九评共产党》引发大量中国共产党党员退党。大紀元退黨網站（页面存档备份，存于）從2004年12月開始接受「退出黨、團、隊」的服務，並在2005年1月發表了〈大紀元鄭重聲明（页面存档备份，存于）〉，呼籲中國人退出中国共產黨相關組織以自保。截至2015年4月，依該網站數據，有超過兩億名中國人聲明退出共産黨、共青團或少先隊。大紀元方面認為，中國共產黨2005年1月推出的保先運動，要求黨、團、隊員重新宣誓，係因應退黨潮而來；但中国共产党在2012年稱其党员数量仍呈现增加的趋势。
据大纪元报导，鉴于中國大陆的情况，三退者在自愿且真实声明的原则上可采用化名，退党网站有备案与编号，每一声明均可供公眾查阅，退党网站的统计数字中包括曾加入过共产党组织的团员与队员（即使团员队员年龄而脱团脱队者也应声明退出）。该网站设置了精彩声明和多媒体声明栏目。
美國參眾兩院2011決議案，支持中國民眾退黨
在美國國會參眾兩院2011年的決議中，三退數據分別為（2011年7月）9千萬人、（2011年9月）1億人。美國國會參議院2011年7月13日通過232號決議〈要求中共停止對法輪功長達12年的鎮壓運動，並支持中國公民聲明拋棄與中國共產黨相關組織的關係〉。決議文提到「鑒於美國大紀元時報2004年11月發表《九評共產黨》促成退黨運動發生，鑒於退黨運動自2004年起已鼓勵9千萬人公開拋棄與中國共產黨及其相關組織的關係...」、「參議院表達支持退黨運動的志工、參與者們以和平的努力，去恢復中華歷史文化、追求一個公正公開的(中國)政府、追求一個自由的民族及基於實踐美德的社會。」
美國國會眾議院亦於2011年9月23日通過416號決議〈譴責中共當局迫害法輪功，並聲援中國民眾退出共產黨〉。決議文提到「鑒於美國大紀元時報2004年11月發表《九評共產黨》促成退黨運動發生，鑒於退黨運動已鼓勵1億人公開聲明退出中國共產黨及其相關組織......」、眾議院「表達支持退黨運動及其參與者對追求信仰自由及中國民主自由政府的和平努力」。
美國國家政府檔案收錄關於九評及退黨的報告
美國國會及行政部門中國問題委員會2012年底將全球退党服务中心提交的報告收录進美国国家政府档案，並藉由美国政府出版局刊物发行。该报告共27页分七部份，详细介绍中国的退党运动。該份整體報告係由美国参议院7位参议员、眾議院的7位众议员、美国国务院副国务卿、国务院东亚事务助理国务卿等5位高级行政官员共同列名发表。該報告分七部分（中譯參考）：1〈退黨運動的緣起《九評共產黨》（页面存档备份，存于）〉、2〈退黨運動的背景：中共對中國的毀滅性破壞（页面存档备份，存于）〉、3〈退党运动的开始和目前的发展（页面存档备份，存于）〉、4〈中国人实名退党的例子（页面存档备份，存于）〉、5〈退黨運動的精神層面（页面存档备份，存于）〉。

## 中华人民共和国政府回應

### 关押持有或传播九评者
基督科学箴言报2009年10月21日报导，中国共产党不喜欢九评退党现象是可预见的，以至对相关词汇的封锁是中国互联网上最为严厉的，并且至少71人员因持有或传播九评退党的资料而被监禁。2007年，四川人吳亞林稱因在中國傳播九評而遭公安勞教三年，以旅遊為名赴臺灣尋求政治難民庇護，於2014年獲中華民國政府發給長期居留許可。

### 1.24專項行動
看中國称，原天津市公安局一級警司、610辦公室成員郝鳳軍，攜帶大量密件，在公開退黨後在海外公開「中共1.24專項行動」密件，声称在九評2004年底發表後，610辦公室增加新任務「追查處理在大紀元退黨網站上聲明退黨的人士」。澳洲SafeCom报导，赦凤军阅读《九评共产党》后，在澳洲公开揭露中共在中国国内对法轮功学员巨大的人权迫害。

### 假九評
2005年，《大纪元》、《看中国》等媒体質疑中國共產黨當局組織筆桿子制造并流傳“假《九評》”。
六四學運領袖周鋒鎖同年4月声称，中共當局没有就《九評》公開回應反駁，但透過「陰暗手法」試圖減小《九評》的影響；並抓捕作家、網絡異見人士、民主人士，尋找《九評》執筆人。

### 中国共产党保先運動及反分裂法
自由亞洲電台2005年4月報導，中國共產黨2005年1月推出的保先運動，要求黨、團、隊員重新宣誓；且加入少先隊的年齡，自2005年起從7歲降至6歲。大紀元方面認為係因應九評引發的2004年12月開始的退黨潮而來。
有臺灣學者稱2005年中共全國人大通過「反分裂法」，用意在轉移內部退黨政治危機，激起民族主義以維繫政權。
中共中央组织部副部長李景田2005年7月在記者會稱「退黨大潮是謠言」，是當局首度公開回應相關議題。BBC也有报道称，中国共产党2012年稱其党员数量仍呈现增加的趋势。

### 網路封鎖
BBC在2005年9月報導，由哈佛大學法學院、劍橋大學和多倫多大學共同組成的開放網絡促進會（OpenNet Initiative）2005年9月發表中共網路封鎖的研究報告，指出九評受到中共當局關注，只要網站出現“九評”二字，90%遭到中华人民共和国政府封鎖；報告也比較被封鎖概率，若網頁包含反共政治主張是60%，包含六四的是48%，色情網站是10%。報告還指出，中华人民共和国政府採用思科、北方電訊等西方網絡公司的技術封鎖網絡，並令網絡公司协助過濾“敏感”言論，有90%提到“九評”二字的網站被封鎖。並且通过发展官方网站和网评员进行网上宣传，網評員是拿工資的職員偽裝成普通網友發言。

## 評价
- 2005年3月，旅外中國歷史學家辛灝年發表對《九評》的《兩個看法，四點感想》。2015年1月，辛灝年表示，十年來中國大陸的發展證明《九評》內容完全正確，「首先，《九評》通篇沒有『革命』兩個字，但他所有的內容都把革命對象指向共產黨，《九評》每一評揭露中共的歷史的罪行、現時的罪惡，告訴大家這個黨非剷除不可，他不需要說革命兩字，告訴大家這是一個甚麼樣的黨，你自然剷除它，因為它只要一天不剷除，中華民族就沒有明天、中國人民就沒有明天。」[35]
- 2006年11月自由亞洲電台報導，九评在中國广泛传播，對幫助民众认清共产党本质有重要作用；並引述評論員指出，九評让中华民族进行道德反省的运动，为中华民族进入「没有共产党的後中共的社会」做道德和思想的准备[36]。英文大纪元时报编辑斯蒂文指出，“九评是大纪元献给中国人民的礼物"。"在经过了多年的谎言毒害和恐怖胁迫，中国人通过九評能系统、理论性地了解历史真相；彼此交流中共的统治给他们造成的巨大痛苦和损失；走出中共的梦魇，重新思考已被共产党破坏的中国美好而又伟大的古老文明。”[37]
- 2009年10月21日《基督科学箴言报》报导，尽管《九評》表面象有政治色彩，《九評》退党现象并非传统意义上的政治运动：与推崇西方民主的1989年天安门学生请愿不同，《九评》退党明显带有中国的语言和含义，比人权更多是儒家思想，并且经常援引佛家道家理论。[21]
- 2006年3月9日，香港《蘋果日報》專欄作家李怡表示，至2006年3月，《大紀元時報》曾表示三退人數達850萬人，即每天平均約3萬人退黨；以此推算，不足十年，退黨人數便比中共黨員人數還多。然而，李怡實為誤解了《大紀元時報》的報導。《大紀元時報》的"三退"人數並不單指"退黨"，實為退黨，退團，退隊，三退人數之總和。李怡表示，基於利益而成為中共黨員的人不會因《九評》而退黨，而基於抱負而入党的人會認為應留在黨內推行改革才能實踐抱負，故認為《大紀元時報》伪造因《九評》而退黨的人數。然而，中國所有的小學均要求學生一年級時集體加入少先隊，並非自願，或基於任何政治目的。更多的中國黨員其實自身並不明晰中共歷史上的罪惡，在認清中共本質後選擇退出中共也不足為奇。
- 2012年9月17日，中國社會民主黨秘书长曾节明表示，与郭庆海相似，他对法轮功的态度一贯，坚决反对镇压法轮功，同时坚决反对法轮功「打江捧胡」（打江澤民、捧胡錦濤）、虚假三退、谎言反共、谣言反共（如《人民报》）、污蔑侮辱其他宗教等行为[38]。

## 参見
- 三退（中國退黨運動）
- 去共化
- 對共產黨統治的批評
- 中华人民共和国人权
- 九评苏共